# Elemér Berkessy
Elemér Berkessy, noto anche col nome italianizzato Emilio Berkessy (Nagyvárad, 20 giugno 1905 – Barcellona, 7 luglio 1993), è stato un calciatore e allenatore di calcio ungherese.

## Carriera

### Giocatore
Dopo aver iniziato la carriera nelle formazioni rumene del CA Oradea e del Jiul Petroșani, viene ingaggiato dal Ferencvárosi TC, prima di trasferirsi in Europa occidentale, nella Ligue 1 con l'RC Paris, nella Primera División con il FC Barcelona, e ritornare in Francia, per chiudere la carriera al Le Havre.

### Allenatore
Inizia la carriera di allenatore in Italia, al Vicenza, per poi sedere sulle panchine della Biellese e del Rosignano Solvay.

Si trasferisce quindi in Spagna, al Real Saragozza, diviene poi il primo allenatore straniero ad allenare in Football League, il Grimsby Town; viene poi chiamato alla guida della squadra belga del K. Beerschot V.A.C., prima di far ritorno nella Primera División alla guida dell'RCD Espanyol.

## Palmarès

### Giocatore

#### Competizioni nazionali
- Campionato ungherese: 1

Ferencvaros: 1931-1932

#### Competizioni internazionali
- Coppa dell'Europa Centrale: 1

Ferencvárosi FC: 1928

### Allenatore

#### Competizioni nazionali
- Coppa Eva Duarte: 1

Barcellona: 1948